# Guillermo Davies
William Davies (nacido en Montevideo) fue un futbolista uruguayo. Fue jugador del CURCC y marcó el primer y segundo gol oficial del club. Se retiró de la actividad deportiva en 1915. Su hermano fue Thomas Bower Davies, capitán del CURCC en 1894, nacido en Gales.

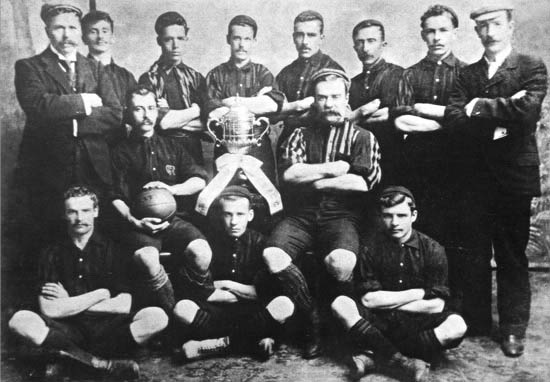
Plantel del CURCC del 1900. Guillermo Davies se ubica debajo a la izquierda.

## Clubes
| Club  | País    | Año       |
| ----- | ------- | --------- |
| CURCC | Uruguay | 1900-1915 |

## Palmarés

### Torneos Nacionales
| Título              | Club  | País    | Año  |
| ------------------- | ----- | ------- | ---- |
| Campeonato Uruguayo | CURCC | Uruguay | 1900 |
| Copa Competencia    | CURCC | Uruguay | 1901 |
| Campeonato Uruguayo | CURCC | Uruguay | 1901 |
| Copa Competencia    | CURCC | Uruguay | 1902 |
| Copa Competencia    | CURCC | Uruguay | 1904 |
| Campeonato Uruguayo | CURCC | Uruguay | 1905 |
| Copa Competencia    | CURCC | Uruguay | 1905 |
| Campeonato Uruguayo | CURCC | Uruguay | 1907 |
| Copa Competencia    | CURCC | Uruguay | 1907 |
| Copa de Honor       | CURCC | Uruguay | 1907 |
| Copa Competencia    | CURCC | Uruguay | 1909 |
| Copa de Honor       | CURCC | Uruguay | 1909 |
| Copa Competencia    | CURCC | Uruguay | 1910 |
| Campeonato Uruguayo | CURCC | Uruguay | 1911 |
| Copa de Honor       | CURCC | Uruguay | 1911 |

### Torneos internacionales
| Título                  | Club  | País    | Año  |
| ----------------------- | ----- | ------- | ---- |
| Copa de Honor Cousenier | CURCC | Uruguay | 1909 |
| Copa de Honor Cousenier | CURCC | Uruguay | 1911 |